# GOLDEN☆BEST 国生さゆり SINGLES
『GOLDEN☆BEST 国生さゆり SINGLES』（ゴールデン☆ベスト こくしょうさゆり シングルズ）は、国生さゆりのベスト・アルバム。2002年11月20日発売。発売元はソニー・ミュージックハウス。規格品番はMHCL-179。

## 解説
各レコード会社から発売されているゴールデン☆ベストシリーズの中の1枚で、おニャン子クラブの会員番号8番だった国生さゆりのソロシングルA面曲とB面曲が完全収録されたシングル・コレクション。 
自身最大のヒット曲である「バレンタイン・キッス」のみ、オリジナル・カラオケ付。当楽曲は、バレンタインデーの時期になると巷で流れる季節モノのスタンダード・ナンバーとなった。正式な歌手名義は「国生さゆりwithおニャン子クラブ」である。ほか、おニャン子クラブ関連の作品から「メッセージ」と、日本テレビ系バラエティ番組『ウッチャンナンチャンのウリナリ!!』内で結成した別名義音楽ユニット「McKee」 の楽曲が追加収録された。後曲のライセンスは本ベスト盤発売日時点で、EMIミュージック・ジャパン（旧：東芝EMI）が所有していたもの。なお、McKeeの他のメンバーは室井滋と高山理衣。
ただし、音楽配信ではMcKeeの「Can't stop my heart」は含まれていない。
元号が平成になった頃からテレビで歌う姿を滅多に見せなくなったが、おニャン子クラブ再結成以降、稀に歌うことがある。2007年2月13日放送のテレビ朝日系バラエティ番組『ロンドンハーツ』では、1986年の「バレンタイン・キッス」のシングル・レコード発売当時の衣装を着て久しぶりにテレビ披露した。

## 収録曲
特記以外　作詞：秋元康、編曲：佐藤準
1. バレンタイン・キッス [3:34][2]
歌：国生さゆりwithおニャン子クラブ
作曲：瀬井広明
2. 恋はRing・Ring・Ring [3:07][2]
作曲：中崎英也
3. 夏を待てない [3:41][2]
作曲：後藤次利
4. サンバを踊らせて [4:19][2]
作曲：佐藤準
5. ノーブルレッドの瞬間 [4:36][2]　
作曲：後藤次利
6. もう一度走って恋人よ [4:06][2]
作曲：後藤次利
7. あの夏のバイク [4:07][2]
作曲：後藤次利
8. 夜明けまで"Happy Birthday!" [3:31][2]　
作曲：和泉一弥
9. 星屑の狙撃手 [3:58][2]
作曲・編曲：後藤次利
10. こわれた太陽 [3:45][2]
作詞・作曲：Holly Knight,Bernie Taupin、日本語詞：秋元康、編曲：難波正司
11. ソレ以上、アレ未満 [3:44][2]　
作曲：小森田実、編曲：難波正司
12. ノンフィクションしたい [3:33][2]　
作曲：瀬井広明
13. 恋は遠くから [4:56][2]
作詞・作曲：ポール・グレイ、日本語詞：秋元康
14. コルドンブルー・ジェラシー風味 [4:06][2]　
作詞：谷穂ちろる、作曲：小森田実
15. ガラスの森 [4:05][2]
作詞：森雪之丞、作曲：瀬井広明、編曲：難波正司
16. WAIT! [3:57][2]
作詞：森雪之丞、作曲：瀬井広明、編曲：難波正司
17. Can't Stop My Heart [4:08]
歌：McKee
作詞：南々見一也、作曲・編曲：後藤次利
18. メッセージ [1:40][2]
  - LP『MERRY X'MAS FOR YOU』より
19. バレンタイン・キッス（オリジナル・カラオケ） [3:33][2]